# 趙進 (成化進士)
趙進（1453年—？），字益之，河南開封府許州郾城縣人，民籍，明朝政治人物。

## 生平
河南鄉試第十名舉人。成化十七年（1481年）中式辛丑科會試第二百六十六名，三甲第一百八十二名進士。

## 家族
曾祖趙敬，府知事；祖父趙鏞；父趙鈜，母王氏。